# FFH-Gebiet Kolksee bei Schellhorn
Das FFH-Gebiet Kolksee bei Schellhorn ist ein NATURA 2000-Schutzgebiet in Schleswig-Holstein im Kreis Plön im Südosten der Gemeinde Schellhorn. Es liegt im Naturraum Holsteinische Schweiz (Landschafts-ID 70208), in der Haupteinheit Ostholsteinisches Hügelland. Diese ist wiederum Teil der Naturräumlichen Großregion 2. Ordnung Schleswig-Holsteinisches Hügelland. Es hat eine Größe von 6 Hektar.

Die größte Ausdehnung des FFH-Gebietes liegt mit 525 Meter in Nordwestrichtung. Es liegt zwischen den Schellhorner Ortsteilen Tinnhof im Westen und Kreuz im Osten. Das FFH-Gebiet liegt in der Mitte des Geotops Moränenwälle südöstlich Preetz in einem langgezogenen Talkessel mit bewaldeten bis zu zwanzig Meter hohen Steilhängen. Die dortigen Grund- und Endmoränen stammen aus der letzten Eiszeit (Weichsel-Kaltzeit). Im Zentrum des FFH-Gebietes liegt der Kolksee, der nach Nordwesten seinen Abfluss in den Freudenholmer See hat. Die höchste Erhebung liegt mit 30 Meter über Normalhöhennull (NHN) am Südostrand des FFH-Gebietes und erreicht den niedrigsten Wert mit 21 Meter über NHN am Nordrand am Abfluss zum Freudenholmeer See, siehe Karte 1.  

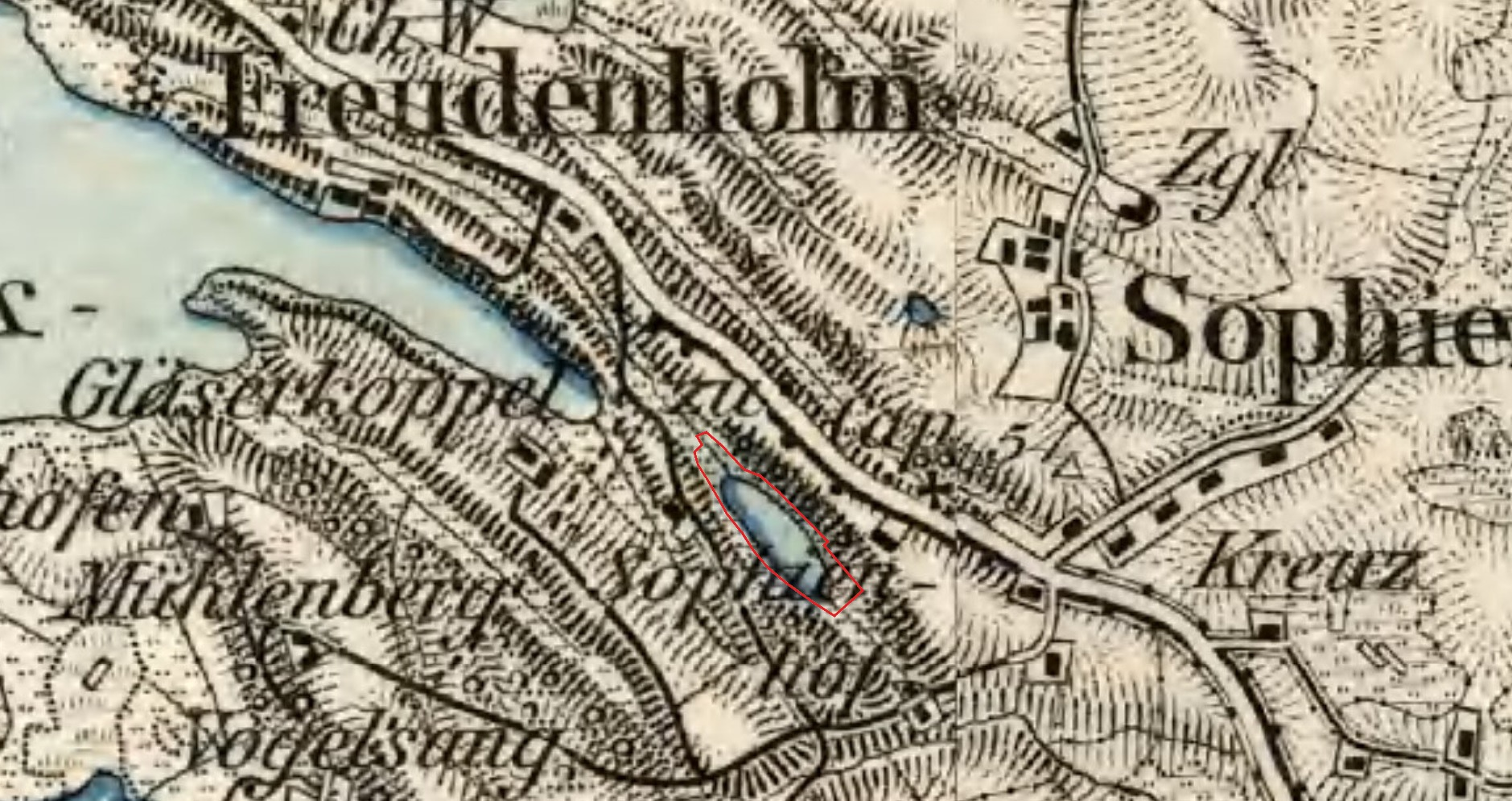
Bild 1ː Kolksee bei Schellhorn um 1893 (rot umrandet das heutige FFH-Gebiet)

Das FFH-Gebiet besteht laut NATURA 2000-Standard-Datenbogen (SDB) vom Mai 2017 zu sieben Zehntel aus der FFH-Lebensraumklasse Binnengewässer, gefolgt von Mooren und Sümpfen, Uferbewuchs, feuchtem und mesophilem Grünland sowie Heide und Gestrüpp, siehe Diagramm 1. Dies widerspricht den im selben SDB im Kapitel 3.1 gemachten Angaben über die im Gebiet ausgewiesenen FFH-Lebensraumtypen, siehe Diagramm 2. Dort sind gut ein zehntel der FFH-Gebietsfläche als Waldmeister-Buchenwald ausgewiesen. Damit wäre diese Fläche als FFH-Lebensraumklasse Laubwald auszuweisen. Es handelt sich hier um einen historischen Wald, der bereits auf der Karte des Deutschen Reiches von 1893 verzeichnet ist, siehe Bild 1.    

## FFH-Gebietsgeschichte und Naturschutzumgebung
Der NATURA 2000-Standard-Datenbogen (SDB) für dieses FFH-Gebiet wurde im Mai 2004 vom Landesamt für Landwirtschaft, Umwelt und ländliche Räume (LLUR) des Landes Schleswig-Holstein erstellt, im September 2004 als Gebiet von gemeinschaftlicher Bedeutung (GGB) vorgeschlagen, im November 2007 von der EU als GGB bestätigt und im Januar 2010 national nach § 32 Absatz 2 bis 4 BNatSchG in Verbindung mit § 23 LNatSchG als besonderes Erhaltungsgebiet (BEG) bestätigt. Der SDB wurde zuletzt im Mai 2017 aktualisiert. An Stelle des in Schleswig-Holstein üblichen Managementplans wurde im Dezember 2008 lediglich ein Managementvermerk veröffentlicht.
Das FFH-Gebiet liegt im Landschaftsschutzgebiet LSG Lanker See und die Schwentine bis zum Kleinen Plöner See und Umgebung. Es liegt im 494 Hektar großem Schwerpunktbereich Nummer 266 des landesweiten Biotopverbundsystems. 260 Meter südlich liegt das FFH-Gebiet Lehmkuhlener Stauung und 720 Meter westlich das FFH-Gebiet Lanker See und Kührener Teich.
Mit der Gebietsbetreuung des FFH-Gebietes nach § 20 LNatSchG wurde durch das LLUR noch keine Institution beauftragt (Stand Dezember 2022).

## FFH-Erhaltungsgegenstand
Laut Standard-Datenbogen vom Mai 2019 sind folgende FFH-Lebensraumtypen (LRT) und Arten als FFH-Erhaltungsgegenstände mit den entsprechenden Beurteilungen zum Erhaltungszustand der Umweltbehörde der Europäischen Union gemeldet worden (Gebräuchliche Kurzbezeichnung (BfN)):
FFH-Lebensraumtypen nach Anhang I der EU-Richtlinie:
- 3140 Nährstoffarme bis mäßig nährstoffreiche kalkhaltige Stillgewässer mit Armleuchteralgen (Gesamtbeurteilung B)[13]
- 9130 Waldmeister-Buchenwälder (Gesamtbeurteilung C)[14]

Arten gemäß Artikel 4 der Richtlinie 2009/147/EG und Anhang II der Richtlinie 92/43/EWG und diesbezügliche Beurteilung des Gebiets:
- 1016 Bauchige Windelschnecke (Gesamtbeurteilung C)[16]

Das FFH-Gebiet ist im SDB zu gut sechs Zehnteln als FFH-Lebensraumfläche ausgewiesen, wovon der überwiegende Teil dem LRT 3140 Nährstoffarme bis mäßig nährstoffreiche kalkhaltige Stillgewässer mit Armleuchteralgen zugerechnet wird, siehe Diagramm 1. Der LRT 9130 Waldmeister-Buchenwälder liegt als schmaler Streifen am Westufer des Kolksees.
Zwei Monate nach der Übermittlung des SDB an die europäische Umweltbehörde  wurde eine Biotopkartierung der FFH-Lebensraum- und Biotoptypen im FFH-Gebiet durchgeführt. Danach ist der Anteil an LRT-Flächen erheblich geringer als im SDB angegeben, siehe Diagramm 2. Die Fläche des Kolksees ist nicht mehr als FFH-Lebensraum, sondern nur noch als Biotoptyp (FSy) Sonstiges Stillgewässer eingestuft worden. Begründet wird dies im Datenblatt der Biotopkartierung vom 6. Juli 2017 damit, dass hier im Gegensatz zur FFH-Kartierung der See wegen fehlender Cladium-Vorkommen und starker Trübung des Wassers durch Grünalgen nur als meso-oligotropher-, kalkhaltiger See eingestuft werden konnte.

## FFH-Erhaltungsziele
Aus den oben aufgeführten FFH-Erhaltungsgegenständen werden als FFH-Erhaltungsziele von besonderer Bedeutung die Erhaltung folgender Lebensraumtypen und Arten im FFH-Gebiet vom Ministerium für Energiewende, Landwirtschaft, Umwelt und ländliche Räume des Landes Schleswig-Holstein erklärt:
- 3140 Nährstoffarme bis mäßig nährstoffreiche kalkhaltige Stillgewässer mit Armleuchteralgen

Aus den oben aufgeführten FFH-Erhaltungsgegenständen werden als FFH-Erhaltungsziele von Bedeutung die Erhaltung folgender Lebensraumtypen und Arten im FFH-Gebiet vom Ministerium für Energiewende, Landwirtschaft, Umwelt und ländliche Räume des Landes Schleswig-Holstein erklärt:
- 9130 Waldmeister-Buchenwälder
- 1016 Bauchige Windelschnecke

Damit sind alle FFH-Erhaltungsgegenstände als FFH-Erhaltungsziele übernommen worden.

## FFH-Analyse und Bewertung
Das Kapitel FFH-Analyse und Bewertung im Managementvermerk beschäftigt sich unter anderem mit den aktuellen Gegebenheiten des FFH-Gebietes und den Hindernissen bei der Erhaltung und Weiterentwicklung der FFH-Lebensraumtypen und Arten. Die Ergebnisse fließen in den FFH-Maßnahmenkatalog ein.
Die im FFH-Gebiet ausgewiesenen FFH-LRT-Flächen haben überwiegend eine gute Gesamtbewertung im SDB erhalten, siehe Diagramm 4. Die  gute Bewertung hat ausschließlich der Kolksee als LRT 3140 Nährstoffarme bis mäßig nährstoffreiche kalkhaltige Stillgewässer mit Armleuchteralgen erhalten. Wegen seiner geringen Größe besteht laut europäischer Wasserrahmenrichtlinie (WRRL) keine Berichtspflicht gegenüber der europäischen Umweltagentur in Kopenhagen. Der Kolksee wird vom Angelverein ASV Jonas Preetz genutzt. Die geangelten Fische sind in der Regel Rotaugen.  
Der Waldlebensraumtyp 9130 Waldmeister-Buchenwälder hat eine schlechte Bewertung zugesprochen bekommen. Die Abwertung erfolgte auf Grund des schlechten Erhaltungszustandes. Genauere Angaben fehlen im Managementvermerk. Angaben über die Eigentümerstruktur sind nicht veröffentlicht. Allerdings wurden mit den Eigentümern vom Landesamt für Landwirtschaft, Umwelt und ländliche Räume des Landes Schleswig-Holstein (LLUR) für dieses und ein weiteres Waldgebiet auf der Ostseite Verträge nach dem Muster „Vertragsnaturschutz im Wald“ abgeschlossen  (Stand Dezember 2022).

## FFH-Maßnahmenkatalog
Der FFH-Maßnahmenkatalog im Managementvermerk enthält nur kurze Hinweise auf bestehende Vertragsnaturschutzvereinbarungen. Eine sonst übliche Maßnahmenkarte und Maßnahmenblätter sind nicht veröffentlicht.

## FFH-Erfolgskontrolle und Monitoring der Maßnahmen
Eine FFH-Erfolgskontrolle und Monitoring der Maßnahmen findet in Schleswig-Holstein alle 6 Jahre statt. Die Ergebnisse des letzten Monitorings wurden noch nicht veröffentlicht (Stand Dezember 2022).